# 阿倍仲麻呂
阿倍仲麻呂（日语：／ Abe no nakamaro；698年—770年），朝臣姓，阿倍氏，原文名仲麿，又作阿部仲滿，在中國時取漢名朝衡，又作晁衡、鼂衡，字巨卿。日本奈良時代的遣唐留學生之一，同时也是唐朝政治家、詩人。開元年間參加科舉考試，高中進士，留唐任多項要職。唐天宝十二載（753年）乘船返回日本期间因船只遭暴风损坏而流落到越南，之后辗转回到长安并最终在此终老。
阿倍仲麻吕与当时唐朝的诗人李白、王维、儲光羲等均为好友。

## 家庭背景
父親是阿倍船守，朝臣姓，阿倍氏，乃孝元天皇之後，任職爲中務大輔。

### 出身
现今一般认为阿倍仲麻呂出生於文武天皇二年（698年），日本大和國（今奈良縣）。其父是正五位中务大辅阿部船守。是家中的長子。他自幼聰明好學，才華洋溢。

## 經歷

### 留學中國
元正天皇灵龟二年（716年），时年19岁（虚岁）的阿倍仲麻吕被推举为遣唐留学生。717年（唐開元五年），20歲的阿倍仲麻吕因汉文修养良好而獲選拔為遣唐留學生，同行的留學生還有僧人玄昉，以及後來成了日本右大臣的吉備真備等。由多治比縣守從日本難波港（今大阪）率日本遣唐使一行人遠赴唐都長安（今西安），四船並聯，一行557人浩浩蕩蕩，西渡東海，在揚州（一說明州）登陸。
仲麻呂經過數年寒窗苦讀，參加唐制科舉考試，以優異成績考中進士。

### 留唐仕途
725年（唐開元十三年），任洛陽左春坊司經校書（負責典籍整理，正九品下），728年左拾遺（從八品上），731年左補闕（從七品上）、仪王友等職。由於他德才兼備，詩文俱佳，得到唐玄宗賞識，後被任命為祕書監，經常在玄宗身旁侍奉，兼衞尉卿。有說他獲唐玄宗賜名晁衡，但据《旧唐书》记载“朝臣仲满，慕中国之风，因留不去，改姓名为朝衡”,《新唐书》也记载“朝臣仲满慕华不肯去，易姓名曰朝衡”，并无赐姓名之事。

### 思鄉
753年10月，晁衡與藤原清河等人率領四艘帆船，從蘇州黃泗浦（今江蘇鹿苑）啟航，駛往日本，他難掩心中思鄉之情，口中唱吟著思念故鄉的和歌《三笠山之歌》另一解釋為：晁衡在即將離開中國之際，抬頭看著月亮，心中充滿對中國的不捨，畢竟來到中國求學、做官，一晃眼四十年就過去了。這樣的情景令他想起想起多年前要離開日本到中國求學的那個晚上，在奈良的山上懷著對於離開家鄉不捨的心情看著天上明亮的滿月。兩個同樣的心境相隔了四十年。而月亮依舊：
這首和歌後來被收錄到了《小倉百人一首》中，為該和歌集的第七首和歌，在日本婦孺皆知。
值得一提的是，船隊中還有一位揚州延光寺的著名高僧同行，他就是鑑真和尚。這位年過六旬的得道高僧自從十一年前答應日本友人的邀請，決心遠赴東洋傳揚佛法，曾多次率弟子渡海，但都被風浪所阻。這次已是鑒真第六次東渡了。

### 遭遇風暴
這次船隊在中途亦遇上了大風暴，他們被沖散了。鑑真和其餘兩艘船各自開到了日本，而晁衡等乘坐的船卻下落不明。直至754年3月，仍然杳無消息。詩人李白以為他已遇難，悲痛地寫下了七言絕句《哭晁卿衡》這一名作，以表達對友人晁衡悲切的思念之情。然而實際上晁衡與藤原清河的船于753年十一月二十一日平安抵達琉球，但其後在駛向奄美大島途中遭遇風暴，船隻隨風漂流到了安南驩州（唐屬地，今屬越南）。雖未沉沒，但卻被當地的盜賊襲擊，致一百七十多人罹難，但他與藤原清河竟奇蹟般生還。755年，他與十多位倖存者歷盡艱險，又回到了長安。是年安祿山之亂（歷史上與史思明之亂合稱安史之亂）爆發，往來中國與日本的路已變得相當危險，晁衡便打消了回日本的念頭。

### 重回長安
晁衡又重回仕途，他又先後深得肅宗及代宗信任，由左散騎常侍（御前諫官，從三品）至安南都護、安南節度使（河內當地最高官員，正三品）等職。761年至767年這六年期間，晁衡都在河內的安南都護府出任，最後官至潞州大都督（從二品）、至光祿大夫、兼御史中丞、北海郡開國公，食邑三千戶。為終唐一世入唐倭人任官最高者。而藤原亦留唐出任祕書監等職，再未能歸國。
据《古今和歌集》，宝龟元年（唐大曆五年，770年）正月，晁衡最終長眠於長安，埋骨唐土。天皇追封正二品官位。這段史話被中日史籍引為美談。

## 友人
- 唐朝著名诗人李白
- 唐朝著名诗人王维
- 唐朝著名诗人储光羲：储光羲对他十分赞赏，曾写诗《洛中贻朝校书衡，朝即日本人也》相赠，储光羲的诗名在当时也因晁衡而远播日本，并被供奉于京都的诗仙堂中。

## 紀念館

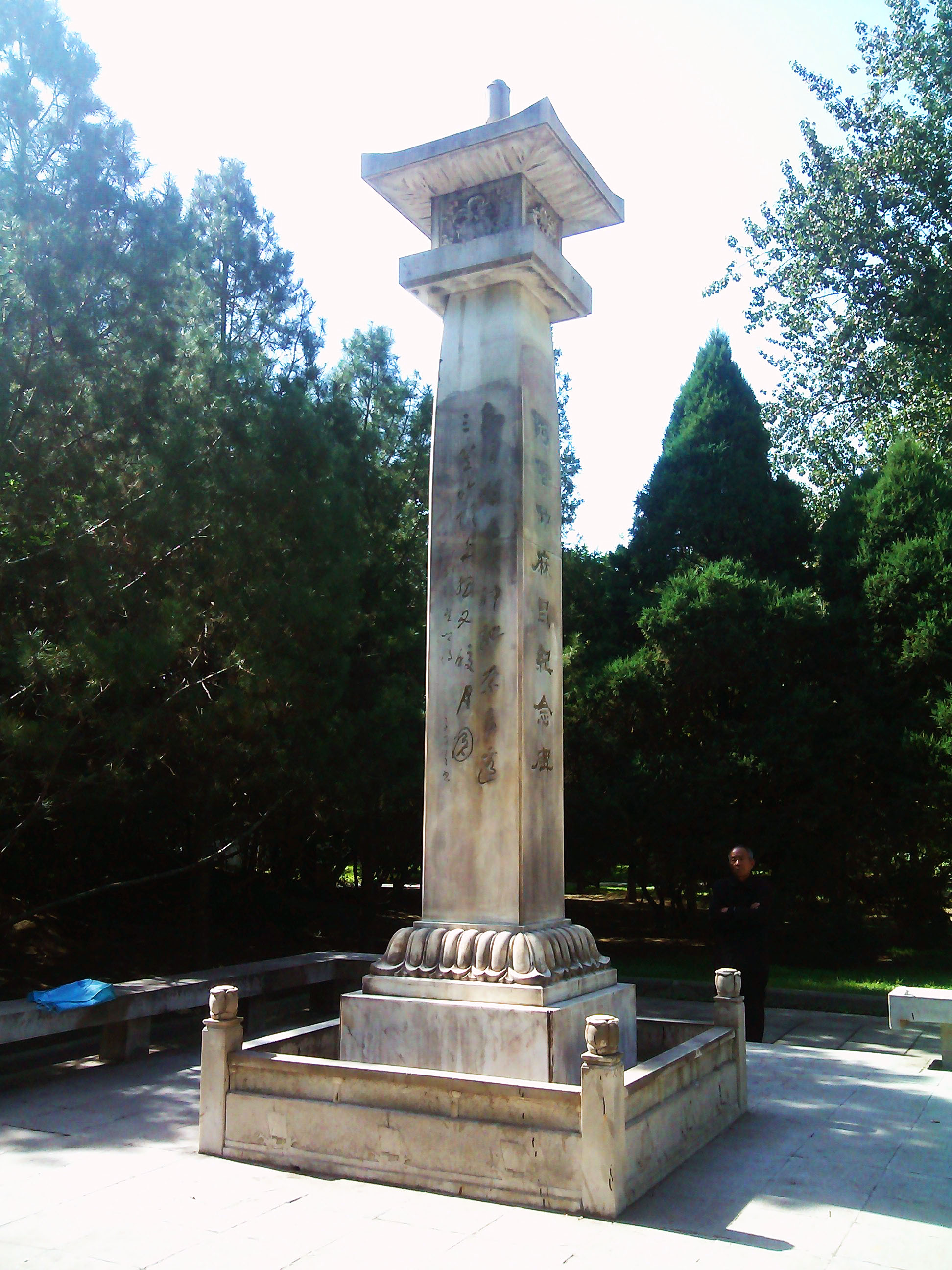
2012年10月初被污后经清洗的阿倍仲麻吕纪念碑

1979年，為紀念晁衡留唐1200週年，中國在陝西省西安市的興慶宮公园裏建造了「阿倍仲麻呂紀念碑」和「阿倍仲麻呂紀念堂」。
而在江蘇省鎮江的北固山，也豎立著一塊阿倍仲麻呂的歌碑。其碑文內容，則是其和歌的漢詩翻譯版本：
翹首望東天 神馳奈良邊 三笠山頂上 思又皎月圓

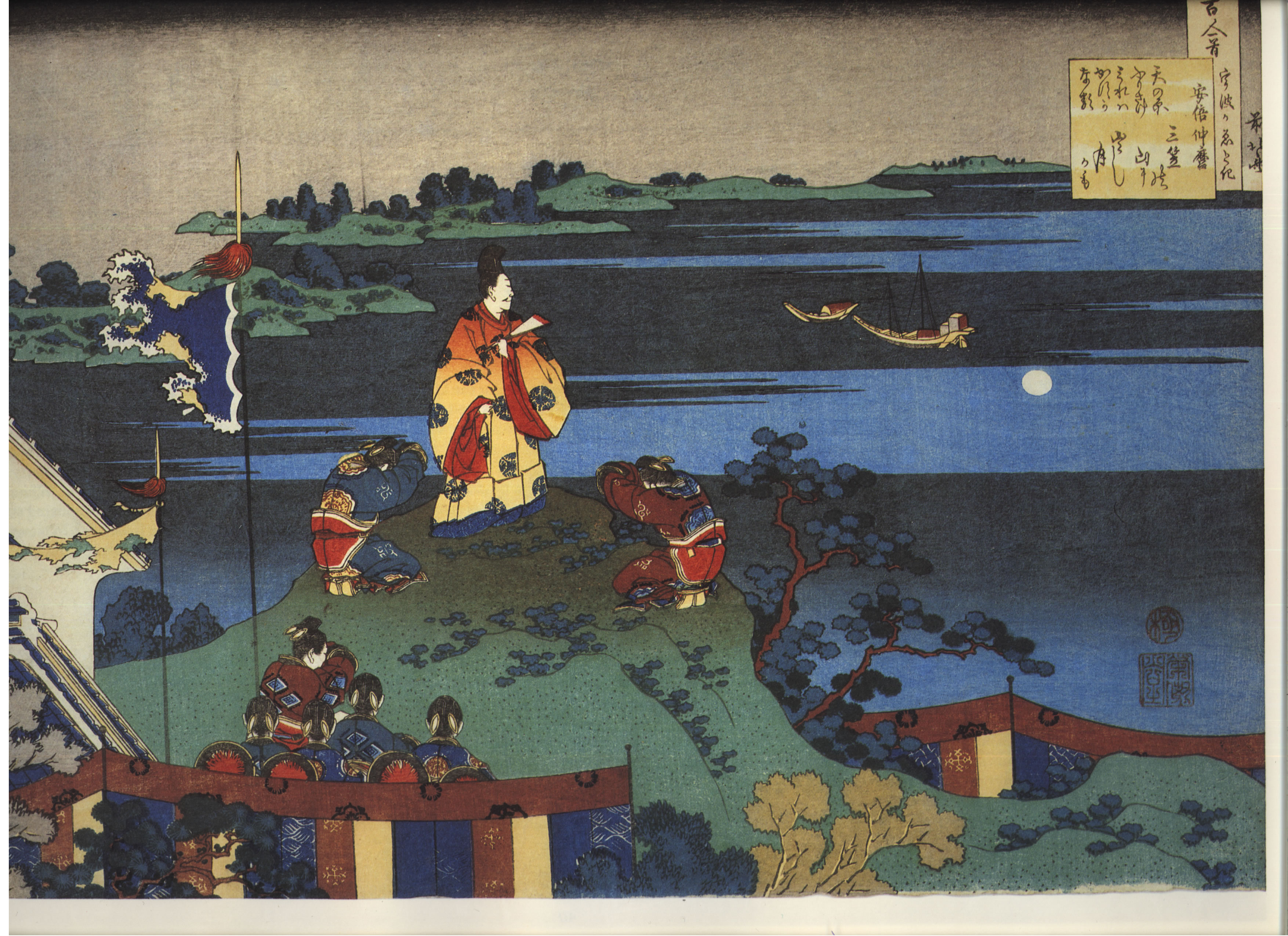
阿倍仲麻呂明州望月，选自葛饰北斋绘《百人一首》
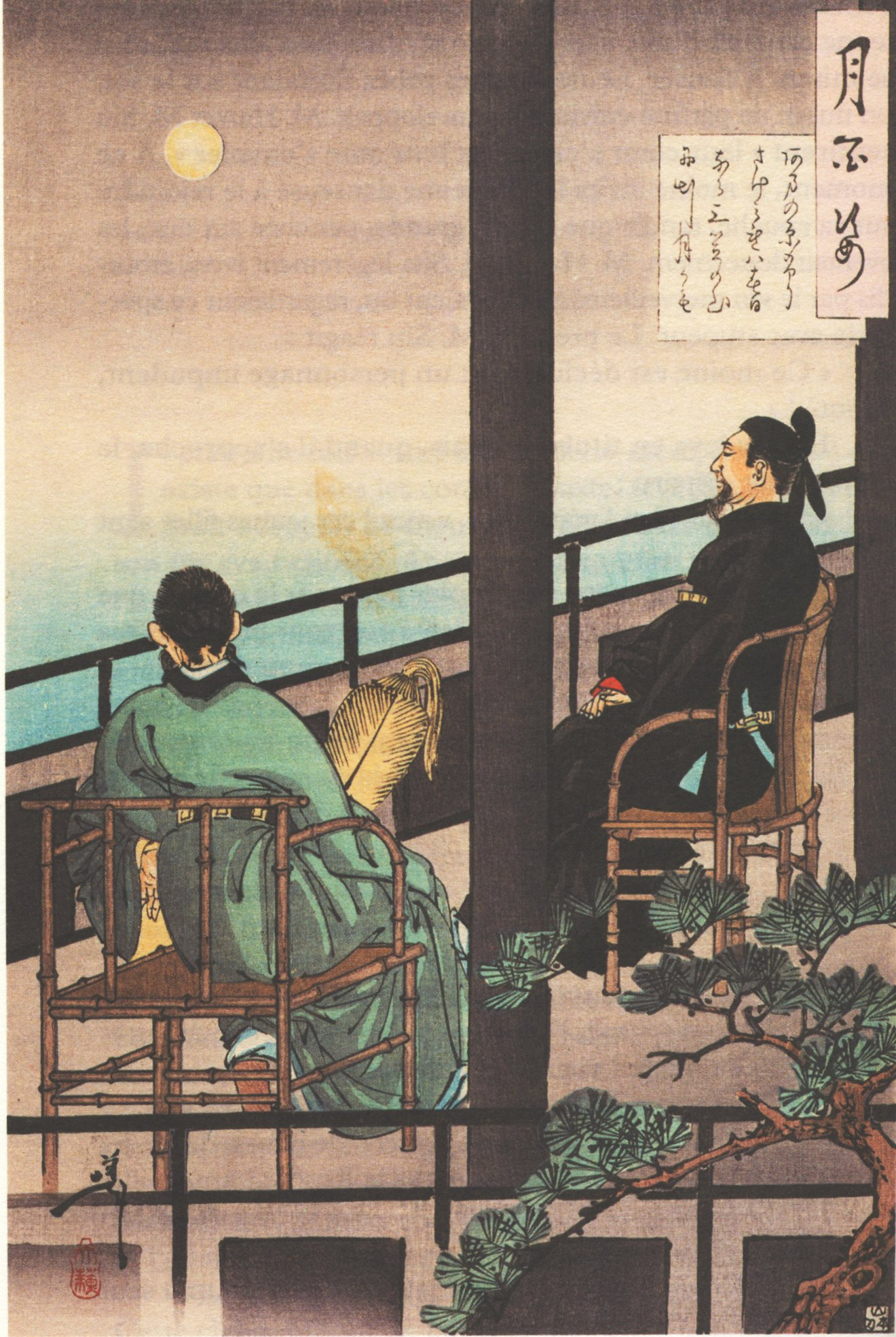
阿倍仲麻呂望月思乡，选自月冈芳年绘《月百姿》
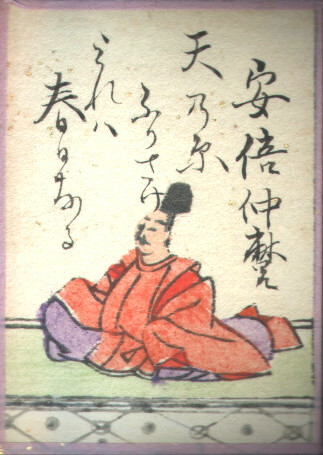
《小倉百人一首》中的阿倍仲麻呂

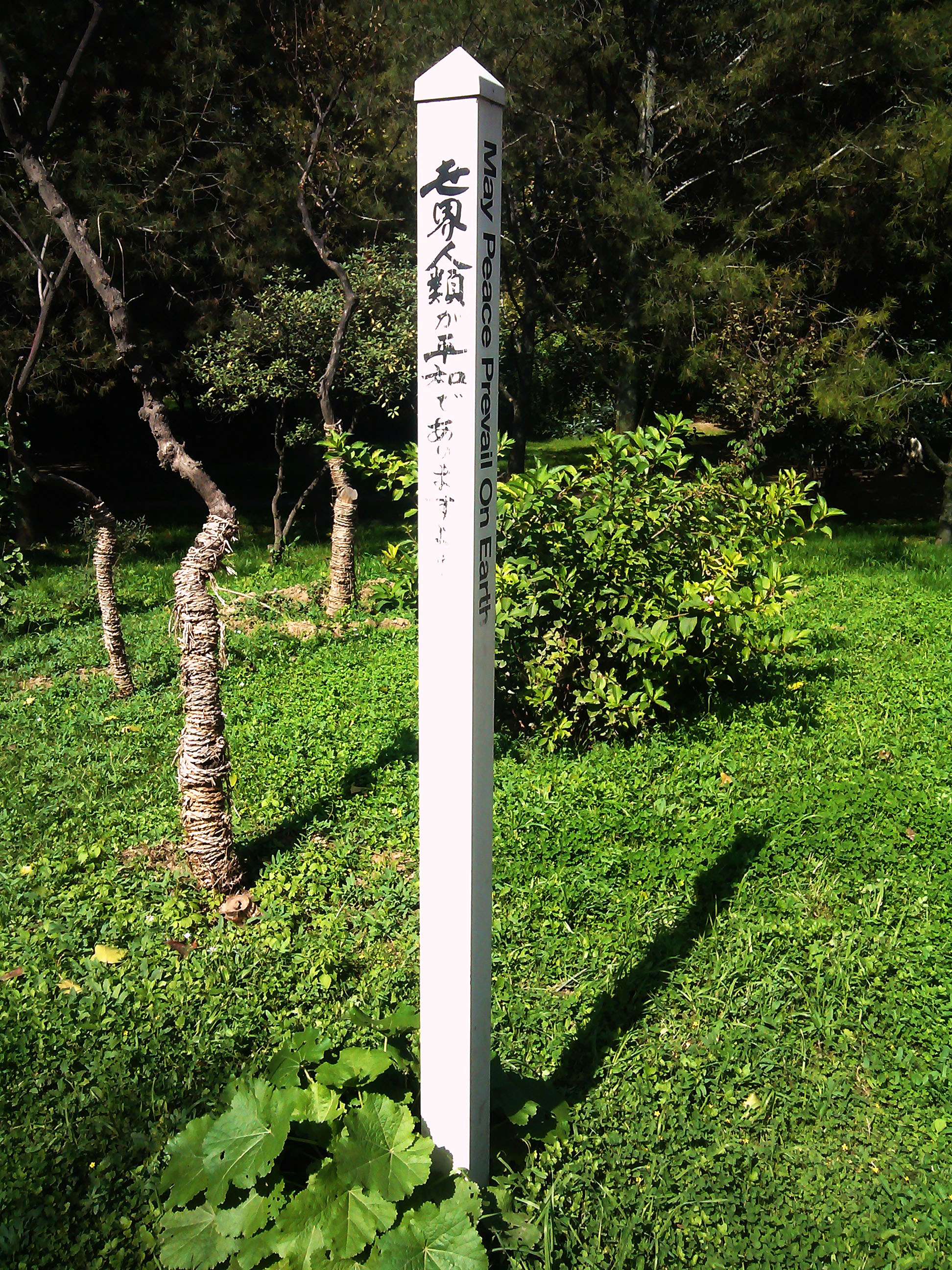
阿倍仲麻吕纪念碑旁新立的木桩

## 影视形象
- 1990年电视剧 《唐明皇》 楚建富 饰

- 2009年电影纪录片 《大明宫》 白健 饰

- 2010年电视剧 《杨贵妃秘史》 贾宗超 饰

- 2010年电视剧 《李白》 矢野浩二 饰

- 2017年电影 《妖猫传》 阿部宽 饰

- 2020年电视纪录片 《中国》（第一季）[註 1] 桑原优 饰

## 其他
- 2004年10月12日，中國在西安發現了一座遣唐留學生的墓誌石碑，記有據說是與晁衡同期為遣唐留學生的日本同學井真成（一說名为“葛井真成”）之功績，現藏於中國西北大學博物館。
- 2012年10月7日，据日本NHK电视台报道，受日本政府国有化钓鱼岛影响，位于西安市碑林区的唐兴庆宫遗址内的白色大理石质阿倍仲麻吕纪念碑被人写了一个黑色“拆”字并被泼上了红色油漆。该纪念碑为1978年中国西安与日本奈良缔结为友好城市时所立。[5]目前纪念碑上油漆虽已被清洗，但留下的一大片污物依然无法被去除。当月中旬该纪念碑旁新立一写有日文“我们祝愿世界人类的和平”的白色木桩。

## 外部連結
- 阿倍仲麻呂 （页面存档备份，存于）
- 阿倍仲麻呂紀念館
- 西安發現日本遣唐留學生墓誌 （页面存档备份，存于）
- 《哭晁卿衡》詩歌評析 （页面存档备份，存于）
- 續日本紀 卷卅三 光仁紀三
- 晁衡的漢詩－大公網